# Jysk Arkæologisk Selskab
Jysk Arkæologisk Selskab er en organisation med base i Aarhus, der driver en bred vifte af arkæologiske aktiviteter. Nogle funktioner er følgende:
- Skriftserien Jysk Arkæologisk Selskabs skrifter startede i 1951 og udgives i samarbejde med Aarhus Universitetsforlag. Udgivelsen består i høj grad af store, overdådige monografier. I 2023 udkom bind nummer 123 i serien,[1] om det ældste Ribe.
- Kuml forskningsårbog, der startede i 1952.
- Det populærvidenskabelige magasin Skalk, som startede i 1957. Det blev senere overtaget af et andet forlag.
- Worsaae-medaljen, der er blevet tildelt blandt andre Harald Andersen, Karl Kersten, Poul Kjærum, Elna Møller og Kurt Schietzel.